# Anjana

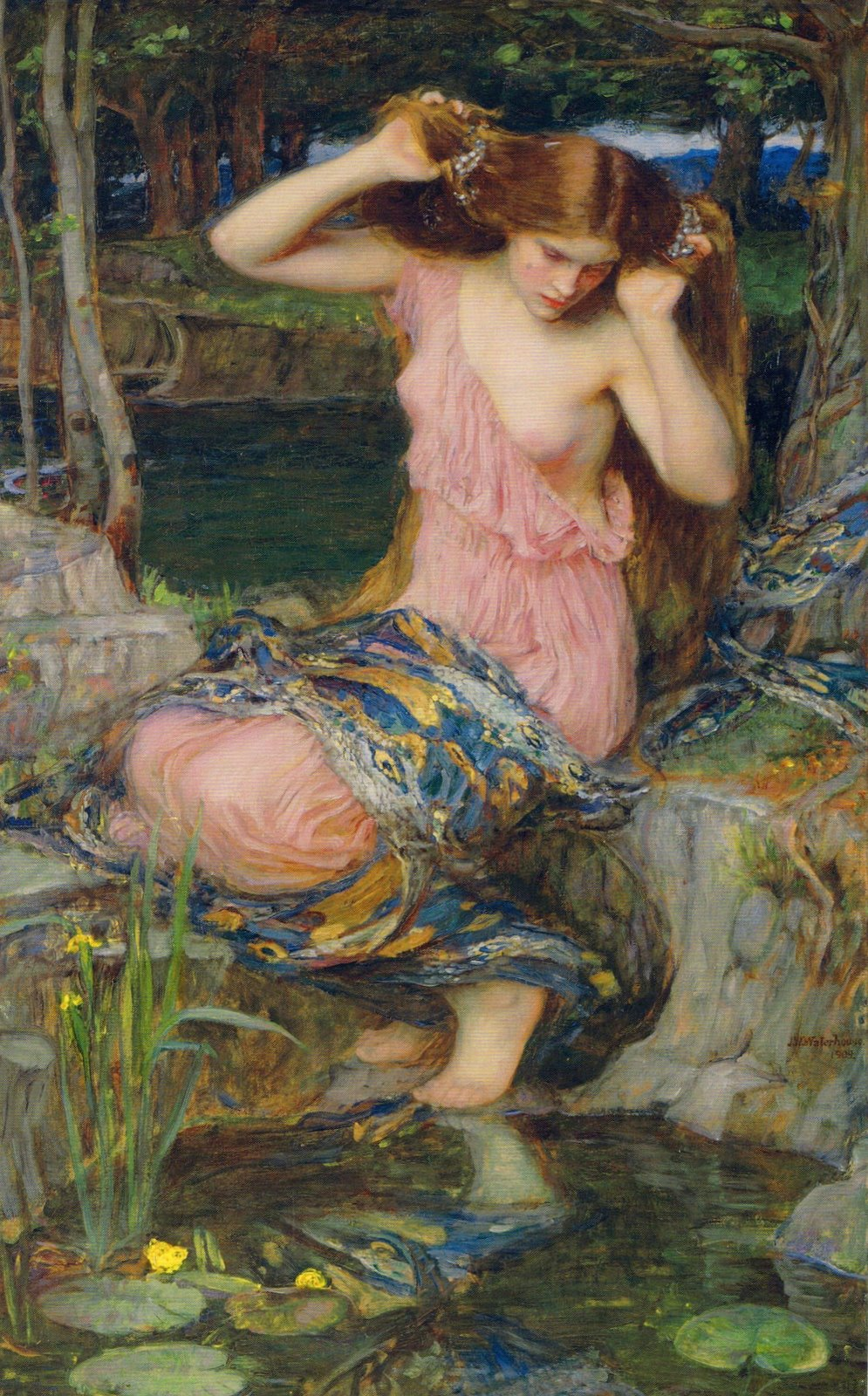
Anjana

Anjana je víla z kantabrijské mytologie. Tyto pohádkové bytosti jsou ve většině příběhů kladné postavy, které jsou k lidem štědré a chrání je.    

## Podstata bytosti
Anjana není jedna konkrétní, je to označení pro dobré víly obecně. Podle některých legend jsou Anjany nebeské bytosti seslané na Zem Bohem, aby zde konaly dobré skutky po dobu čtyř set let. Na zavolání pomáhají lidem, kteří mají dobré srdce, a naopak trestají bezbožné. Rozdávají dárky dětem, nebo nechávají drobnosti na zápraží vesnických domů. Když si tuto dobu odpracují, vracejí se zase do nebe.
Tradice také říká, že se tyto víly shromažďují v noci o jarní rovnodennosti a tančí na stráních až do svítání, přičemž rozhazují květiny. Komu se podaří najít růži s fialovými, zelenými, modrými nebo zlatými lístky, bude šťastný až do smrti. Jednou za čtyři roky objíždějí 5. ledna vesnice a dávají dětem hračky a dárky (ve většině Španělska plní tuto roli každoročně tři králové).
V jiných příbězích jde o duchy stromů, kteří se starají o lesy. Pomáhají zraněným zvířatům a polámaným stromům. Také navádějí ztracené lidi, kteří se ztratí v lese, zpátky na cestu. Bývají spojovány s lesními pěšinami a potůčky, a podle některých příběhů umějí mluvit s vodou.

## Popis
Typicky je Anjana popisována jako něžná žena, vysoká asi 15 centimetrů s bílou pletí a sladkým hlasem. Na hlavě mívají tyto víly květinové věnce nebo korunky, a pokud příběhy zmiňují účesy, pak se jedná o copánky s různobarevnými pentlemi. Jejich šaty jsou typicky velmi jednoduché, buďto bílé, nebo modré. V některých příbězích mají blanitá křídla jako hmyz. V rukou obvykle dřímají proutky, nebo hlohové větvičky.